# Grub (Prackenbach)
Grub ist ein Gemeindeteil von Prackenbach im Landkreis Regen in Niederbayern.

## Geographie
Der Weiler Grub liegt westlich in der Nähe des Höllensteinstausees am Schwarzen Regen. Der Ort hat (Stand 2025) in Grub fünf Wohngebäude. Drei Wohngebäude in Schergenlehen werden ebenfalls Grub zugerechnet.

## Geschichte
Grub wird bereits um 1300 urkundlich erwähnt. 1823 lassen sich in dem Ort drei Höfe nachweisen.